# Juan Ignacio Rodríguez
Juan Ignacio Rodríguez Liébana (Madrid, 19 de abril de 1992) es un deportista español que compitió en tiro con arco, en la modalidad de arco recurvo.
En los Juegos Europeos de Bakú 2015 consiguió una medalla de plata en la prueba por equipo (junto con Miguel Alvariño y Antonio Fernández). Participó en los Juegos Olímpicos de Río de Janeiro 2016, ocupando el noveno lugar tanto individual como por equipo.

## Palmarés internacional
| Juegos Europeos | Juegos Europeos   | Juegos Europeos  | Juegos Europeos |
| Año             | Lugar             | Medalla          | Prueba          |
| --------------- | ----------------- | ---------------- | --------------- |
| 2015            | Bakú (Azerbaiyán) | Medalla de plata | Equipo          |